# Theresa Bäuerlein
Theresa Bäuerlein (* 1980 in Bonn) ist eine deutsche Autorin und Journalistin. 
Bäuerlein studierte Journalismus an der Ludwig-Maximilians-Universität München sowie der Deutschen Journalistenschule und schloss ihre Ausbildung mit einem Diplom ab. 
Von 2003 bis 2008 war sie Kolumnistin des Magazins Neon. Von 2009 bis Anfang 2010 schrieb sie für Zeit Online die Kolumne „Gewissensbisse“, in der es um ethische Fragen zum Thema Lebensmittel ging. 2011 erschien ihr Sachbuch „Fleisch essen – Tiere lieben“, das sich ebenfalls mit dem Thema Nahrungsmittel und Nachhaltigkeit beschäftigt, im Ludwig Verlag. Theresa Bäuerlein lebte jahrelang in Tel Aviv. Ihre Erfahrungen dort verarbeitete sie in dem Buch „Das war der gute Teil des Tages“, dessen Verfilmung 2014 unter dem Titel Hannas Reise in die Kinos kam. Mittlerweile lebt sie in Berlin.
In Tussikratie setzt sie sich gemeinsam mit Friederike Knüpling kritisch mit der Geschlechterdebatte in Deutschland auseinander. Die Autorinnen zeigen, wie wenig damit gewonnen ist, wenn die Frauen für alles, was nicht klappt, nur die Männer verantwortlich machen. Man habe es nicht mit einem Genderproblem, sondern mit einem Klassenproblem zu tun, und da sei es besser, würde man versuchen, zusammen etwas zu ändern.
2014 war sie Teil des Gründungsteams von Krautreporter, einem Online-Magazin, das durch die bis dahin größte deutsche Crowdfunding-Kampagne finanziert wurde, und war von 2018 bis 2021 dessen Chefredakteurin.

## Werke
- Das war der gute Teil des Tages. Fischer Taschenbuch Verlag, Frankfurt am Main 2008, ISBN 978-3-596-17292-4.
- Susanne Halbleib (Hrsg.): Alle tun es außer mir. In Trockensümpfe: Lauter befriedigende Geschichten. Fischer Taschenbuch Verlag, Frankfurt am Main 2008, ISBN 978-3-596-18427-9.
- Fleisch essen, Tiere lieben. Wo Vegetarier sich irren und was Fleischesser besser machen können. Ludwig Verlag, München 2011, ISBN 978-3-453-28024-3.
- Roman ohne Eifersucht. Krüger-Verlag, Frankfurt am Main 2011, ISBN 978-3-8105-0269-8.
- Theresa Bäuerlein, Friederike Knüpling: Tussikratie: Warum Frauen nichts falsch und Männer nichts richtig machen können. Heyne Verlag, München 2014, ISBN 978-3-453-20066-1.
- Theresa Bäuerlein, Shai Tubali: Denken wie Einstein: Was wir von den klügsten Köpfen der Geschichte lernen können. Hoffmann & Campe, Hamburg 2015, ISBN 978-3-455-50366-1.
- Theresa Bäuerlein, Tom Eckert: Besser als Sex ist besserer Sex: Ein Paar, ein Jahr, ein Experiment. Heyne Verlag, München 2016, ISBN 978-3-453-63011-6.
- Ilan Stephani, Theresa Bäuerlein: Lieb und Teuer: Was ich im Puff über das Leben gelernt habe. Ecowin Verlag, 2017, ISBN 978-3-7110-0125-2.